# Bobby Baccalieri
 (février 2024).
Si vous disposez d'ouvrages ou d'articles de référence ou si vous connaissez des sites web de qualité traitant du thème abordé ici, merci de compléter l'article en donnant les références utiles à sa vérifiabilité et en les liant à la section « Notes et références ».
Robert "Bobby Bacala" Baccalieri, Jr., interprété par Steve Schirripa, est un personnage fictif de la série télévisée d'HBO Les Soprano. C'est un capo de la famille DiMeo et le beau frère de Tony Soprano.
Il intervient d'abord dans la série en tant qu'homme à tout faire, y compris pour des tâches domestiques, d'un Junior Soprano âgé et assigné à résidence. Veuf avec des enfants, il épouse en secondes noces Janice Baccalieri. C'est le mafieux le moins violent. Il mourra assassiné [Quand ?] sous ordre de Phil Leotardo.